# Entedon sparetus
Entedon sparetus är en stekelart som beskrevs av Walker 1839. Entedon sparetus ingår i släktet Entedon och familjen finglanssteklar. Arten är reproducerande i Sverige. Inga underarter finns listade i Catalogue of Life.